# Liste der Biografien/Mn
Liste der Biografien |
Portal Biografien |
Personensuche
# |
A |
B |
C |
D |
E |
F |
G |
H |
I |
J |
K |
L |
M |
N |
O |
P |
Q |
R |
S |
T |
U |
V |
W |
X |
Y |
Z |
?
 
Ma |
Mb |
Mc |
Md |
Me |
Mf |
Mg |
Mh |
Mi |
Mj |
Mk |
Ml |
Mm |
Mn |
Mo |
Mp |
Mq |
Mr |
Ms |
Mt |
Mu |
Mv |
Mw |
Mx |
My |
Mz
Die Liste der Biografien führt alle Personen auf, die in der deutschsprachigen Wikipedia einen Artikel haben. Dieses ist eine Teilliste mit 37 Einträgen von Personen, deren Namen mit den Buchstaben „Mn“ beginnt.

## Mn

### Mna
- Mňačko, Ladislav (1919–1994), slowakischer Autor
- M’Naghten, Daniel (1813–1865), schottischer Drechsler
- Mnangagwa, Auxillia (* 1963), simbabwische Politikerin
- Mnangagwa, Emmerson, simbabwischer PolitikerEmmerson Mnangagwa

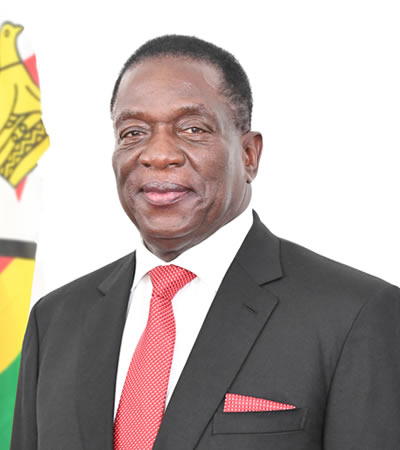
Emmerson Mnangagwa

- Mnari, Jawhar (* 1976), tunesischer Fußballspieler
- Mnasalkes, böotischer Töpfer
- Mnaseas, antiker griechischer Geograph und Historiker
- Mnason, Bischof von Tamassos auf Zypern
- Mnazakanjan, Alexander Derenikowitsch (1936–2013), armenisch-sowjetischer Komponist
- Mnazakanjan, Karen (* 1977), armenischer Ringer
- Mnazakanjan, Sohrab (* 1966), armenischer Diplomat und Außenminister

### Mnd
- Mndebele, Sonti, südafrikanische Jazz- und Weltmusiksängerin
- Mndojanz, Aschot Aschotowitsch (1910–1966), russisch-sowjetischer Architekt und Stadtplaner

### Mne
- MNEK (* 1994), englischer Songwriter und Produzent
- Mnesarchos, stoischer Philosoph im Zeitalter des Hellenismus
- Mnesiades, griechischer Töpfer
- Mnesikleides, griechischer Weihgeber
- Mnesikles, Architekt in Athen
- Mnesiphilos, vermutlich der Lehrer von Themistokles
- Mnesistratos, griechischer Bildhauer
- Mnesitheos von Athen, griechischer Arzt
- Mnester († 48), römischer Pantomime
- Mnester († 59), Freigelassener im Haushalt von Agrippina der Jüngeren
- Mnewska, Halyna (1895–1955), ukrainische Schauspielerin, Schriftstellerin und Übersetzerin

### Mng
- Mngoma, Paul Themba (1941–2005), südafrikanischer römisch-katholischer Geistlicher und Bischof von Mariannhill

### Mni
- Mnich, Norbert (1966–2016), polnischer Tischtennisspieler
- Mnioch, Johann Jakob (1763–1804), preußischer Philologe, Schriftsteller und Philosoph
- Mnioch, Maria (1777–1797), preußische Schriftstellerin
- Mnisi, Mfamsibili (* 1972), eswatinischer Boxer
- Mniszech, Jerzy August (1715–1778), polnischer Marschall
- Mniszech, Marina († 1614), polnisch-litauische Adelige
- Mniszech, Michał Jerzy Wandalin (1748–1806), polnischer Schriftsteller, Militärperson und Politiker

### Mno
- Mnohohrischnyj, Demjan (1631–1703), Ataman der linksufrigen Ukraine
- Mnouchkine, Ariane (* 1939), französische Theater- und Filmregisseurin, Theaterleiterin und Autorin

### Mnt
- Mntambo, Nandipha (* 1982), südafrikanische Künstlerin

### Mnu
- Mnuchin, Steven (* 1962), US-amerikanischer Millionär und InvestorSteven Mnuchin (* 1962)

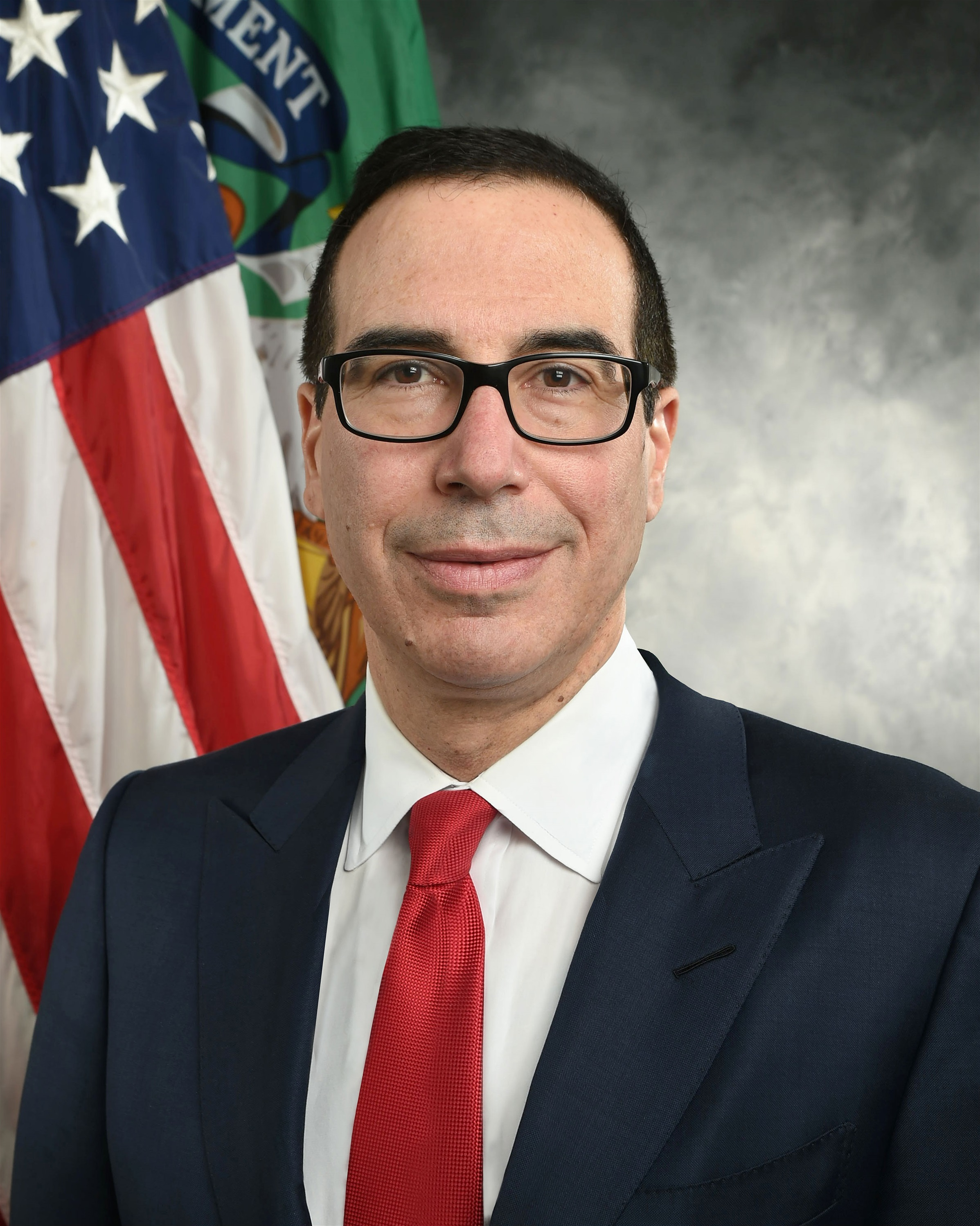
Steven Mnuchin (* 1962)

- Mnuschkin, Alexander Alexandrowitsch (1908–1993), russisch-französischer Filmproduzent